# Tricky TV
Tricky TV est une émission de télévision britannique diffusée sur CITV de 2005 à 2010, présentée par le magicien Stephen Mulhern. Le spectacle présentait de la magie de rue, des farces, des illusions et des guides étape par étape pour des tours de magie.

## Format
Le spectacle comprenait des tours de magie tels que faire disparaître un char d'assaut ou faire apparaître une équipe de football entière. Le segment « Wicked Wind-Ups » comprenait un gorille qui prenait vie, un cinéma avec du pop-corn explosant et des machines à boissons imparables. « Beat the Cheat » a dévoilé des astuces classiques de confiance en soi. Chaque spectacle se terminait généralement par la représentation d'une « grande illusion » classique, comme celle consistant à scier une femme en deux.

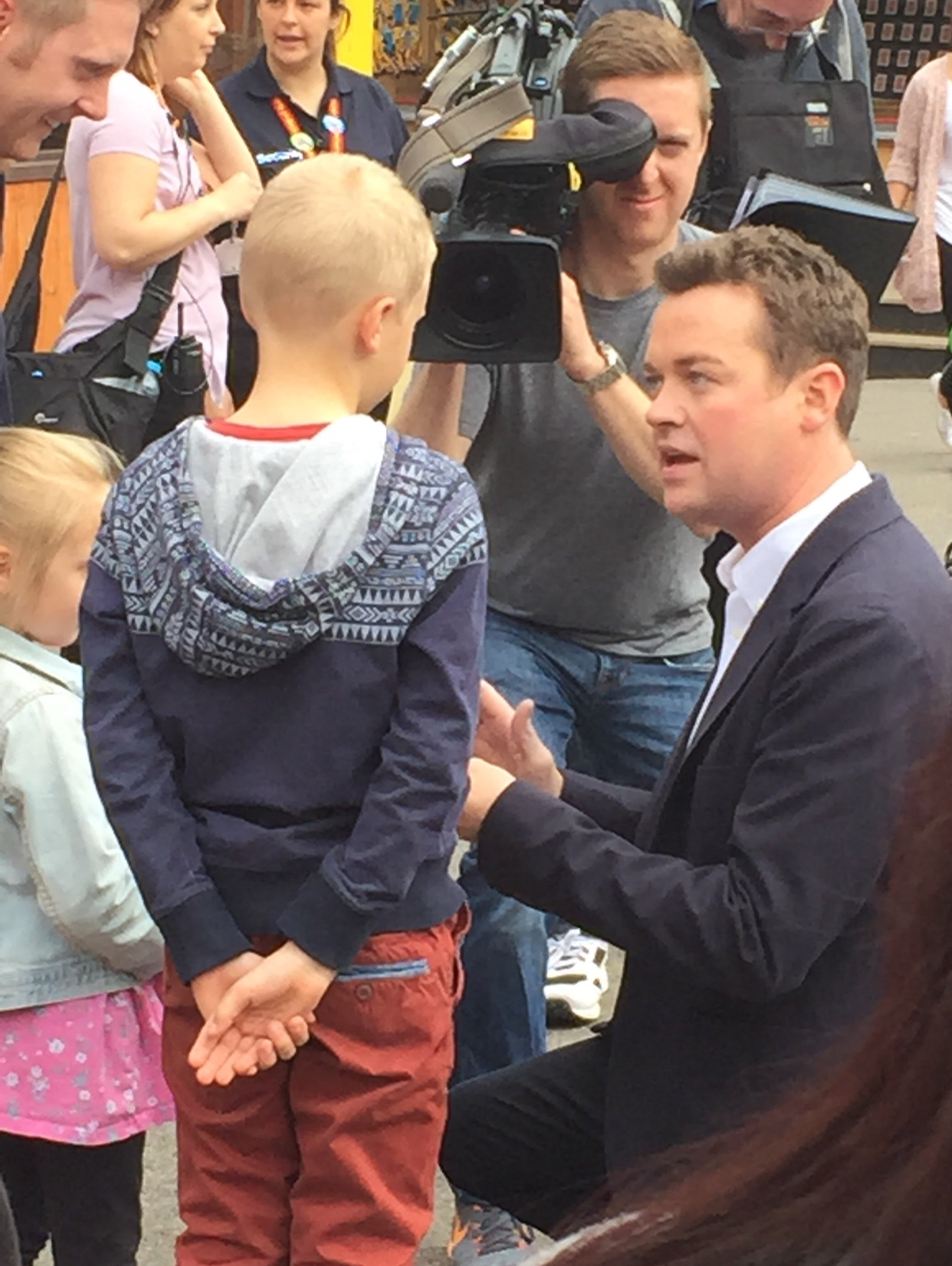
Mulhern effectuant un tour de magie à un enfant à Chessington World of Adventures pendant le tournage de l'émission.

Dans les saisons 1 et 2, chaque épisode mettait en vedette une ou plusieurs célébrités invitées spéciales, qui participaient souvent à un certain nombre de tours pendant le spectacle et participaient parfois à l'illusion de clôture du spectacle. Dans la saison 3, le format a été repensé avec Mulhern comme présentateur et une « Tricky Team » de jeunes magiciens exécutant les illusions.

## Production
Tricky TV a été diffusé pour la première fois à 16 heures sur ITV à partir du 5 septembre 2005.
L'émission a été produite par The Foundation, la même société qui a produit Finger Tips, Globo Loco et Holly & Stephen's Saturday Showdown, dans lequel jouait également Stephen Mulhern.
L'émission présentait de fréquentes apparitions de célébrités et faisait appel à des mannequins glamour et à des culturistes comme assistants magiciens. 
Le consultant créatif était Paul Andrews. La productrice exécutive de l'émission était Vanessa Hill pour The Foundation. La série 2 a été produite par Ian France et réalisée par Paul Andrews. La série 3 a été coproduite, écrite et réalisée par Paul Andrews.

## Transmissions
| Série | Première diffusion | Dernière diffusion | Épisodes |
| ----- | ------------------ | ------------------ | -------- |
| 1     | 5 septembre 2005   | 13 novembre 2005   | 10       |
| 2     | 10 mars 2006       | 2 juin 2006        | 13       |
| 3     | 14 septembre 2010  | 15 octobre 2010    | 20       |

## Tricky Quickies
Tricky Quickies était une version réduite de l'émission d'une durée de cinq minutes. La série 1 comptait 10 épisodes, tandis que la série 2 en comptait 15.

## The Quick Trick Show
The Quick Trick Show était le prédécesseur de Tricky TV, également présenté par Mulhern, et proposant également des tours de magie, des « méchants tours de magie », des illusions et des guides étape par étape pour les tours. Cinq séries ont été produites et diffusées sur CITV entre 1999 et 2002.

### Guide des séries
| Série | Première          | Dernier de la série | Épisodes |
| ----- | ----------------- | ------------------- | -------- |
| 1     | 13 avril 1999     | 18 mai 1999         | 6        |
| 2     | 23 février 2000   | 5 avril 2000        | 7        |
| 3     | 27 février 2001   | 20 mars 2001        | 13       |
| 4     | 24 septembre 2001 | 11 octobre 2001     | 13       |
| 5     | 16 octobre 2002   | 18 décembre 2002    | 10       |

## Diffusions internationales
Tricky TV a été diffusé en Asie du Sud-Est sur Cartoon Network Asia, en Allemagne sur Super RTL, dans le monde arabe sur MBC 3, MBC4, MBC Action, MBC+ Variety, Space Power TV, en France sur Canal+, Gulli, en Iran sur MBC Persia, en Islande sur Stöð 2, en Norvège sur NRK Super, au Canada sur VRAK. TV, en Inde sur Nickelodeon et TeenNick, à Hong Kong sur ATV World et au Japon sur Disney XD.